# Patrick Leclercq
Pour les articles homonymes, voir Leclercq.
Patrick Leclercq, né le 2 août 1938 à Lille, est un diplomate français. Entre 2000 et 2005, il est ministre d'État de la principauté de Monaco sous Rainier III puis Albert II.

## Études
- Étudie au lycée Janson-de-Sailly à Paris
- Diplômé de l'Institut d'études politiques de Paris
- Diplômé d'administration publique l'École nationale d'administration, promotion Montesquieu (1964-1966)

## Fonctions
- Directeur de cabinet adjoint (1978) de Louis de Guiringaud (ministre des Affaires étrangères)
- Conseiller diplomatique du Président de la République Valéry Giscard d'Estaing (1979-1981)
- Consul général de France à Montréal (1982-1985)
- Ambassadeur de France en Jordanie (1985-1989)
- Directeur des départements Afrique du Nord et Moyen-Orient (1989-1991) au ministère des Affaires étrangères
- Ambassadeur de France en Égypte (1991-1996)
- Ambassadeur de France en Espagne (1996-1999)
- Ministre d'État de la principauté de Monaco (2000-2005)

## Distinctions
- Médaille de l'Aéronautique (1988)[1]
- Grand officier de l'ordre de Saint-Charles (Monaco)